# Innus de Ekuanitshit
Los Innus de Ekuanitshit (del francés: Les Innus d'Ekuanitshit) es una banda de Primeras Naciones en Quebec, Canadá. Viven principalmente en la reserva india de Mingan en la costa norte del río San Lorenzo. Para 2019, la banda tenía una población registrada de 677 miembros, de los cuales 54 vivían fuera de la reserva.

## Demografía
Los miembros de la banda de Ekuanitshit son Innus. Según el censo canadiense de 2016, la edad media de la población es de 24,9 años. 

## Geografía
Los Innus de Ekuanitshit tiene una sola reserva india, Mingan, también llamada Ekuanitshit, donde tiene su sede la banda y donde vivían la mayoría de sus miembros. La reserva está ubicada a 28 kilómetros (17,4 mi) al oeste de Havre-Saint-Pierre en la región Côte-Nord en Quebec, a nivel de la desembocadura del río Mingan en el río San Lorenzo.Cubre un área de 3838 hectáreas (9483,9 acre).  La ciudad importante más cercana es Sept-Îles.

### Hidrología
Los Ekuanitshit se distribuían en lotes ancestrales a lo largo del río Romaine, el cual usaban en canoa para transportarse a los lugares de caza y pesca. En 2009 el río Romaine fue punto de un proyecto hidroeléctrico durante el gobierno de Jean Charest. Se construyeron cuatro represas y una central generadora como parte de un enorme complejo hidroeléctrico a lo largo del extremo norte del río. La Primera Nación Innus de Nutashkuan son vecinos en la región y vistos igualmente afectados por las represas en el río Romaine.
Los Ekuanitshit también fueron parte de un consorcio para la construcción de otro proyecto hidroeléctrico sobre el río Sheldrake, igualmente en territorio de la banda.

## Gobierno
Los Innus de Ekuanitshit están gobernados por un consejo de banda elegido según un sistema electoral personalizado basado en la Sección 11 de la Ley India. 

## Idiomas
El idioma hablado por los Innus es el Innu-aimun, un idioma del continuo dialectal Cree-Innu-Naskapi de la familia de lenguas algonquinas. Según el censo canadiense de 2016, el 95,4% de los Innus de Ekuanitshit tienen una lengua aborigen, tienen la primera lengua aprendida y el 100% conocen una lengua aborigen y la hablan en casa. Respecto a las lenguas oficiales, el 6,4% conoce ambas, el 88,1% sólo sabe francés y el 0% sabe sólo inglés . 